# Drew Gooden
Pour les articles homonymes, voir Gooden.
Drew Gooden, né le 24 septembre 1981 à Oakland en Californie (États-Unis), est un joueur NBA américain. Il évolue au poste d'ailier fort et mesure 2,08 m.

## Biographie
Gooden effectue sa carrière NCAA avec l'équipe universitaire des Jayhawks de l'université du Kansas.
Gooden est drafté en quatrième place de la draft 2002 par les Grizzlies de Memphis. Il y joue 51 matches pour devenir un joueur assez essentiel et bon rebondeur.
Ces qualités le font participer au transfert de Mike Miller en mars 2003. Il rejoint donc Orlando pour la fin de saison où il aide Tracy McGrady, notamment lors de la série l'opposant aux Pistons de Détroit en playoffs.
Orlando connaît ensuite une période difficile et Gooden est envoyé aux Cavaliers de Cleveland pour rejoindre LeBron James. Les Cavaliers, en pleine progression, l'intègrent parfaitement en tant que seconde option offensive de l'équipe.
Le 21 février 2008, Gooden est envoyé aux Bulls de Chicago dans un échange de 11 joueurs entre 3 équipes. En février 2009, les Bulls l'envoient avec Andrés Nocioni aux Kings de Sacramento contre Brad Miller et John Salmons. Il est libéré par les Kings le 1er mars 2009.
Après avoir racheté son contrat auprès des Kings de Sacramento, il s'engage avec les Spurs de San Antonio. Ce renfort devait permettre aux Spurs de faire face à la raquette dominatrice des Lakers (Odom, Gasol, Bynum) en playoffs. Malgré un titre de champion de la Division Southwest, les Spurs sont battus au premier tour 4-1 par les Mavericks de Dallas.
Durant l'été 2009, Gooden signe un contrat de 4 millions de dollars la saison avec les Mavericks de Dallas. Il est de nouveau transféré lors d'un échange entre les Mavericks de Dallas, les Clippers de Los Angeles et les Wizards de Washington et arrive dans la cité des anges.
Le 1er juillet 2010, Gooden signe un contrat de 32 millions de dollars sur 5 ans avec les Bucks de Milwaukee, ce qui fait des Bucks la 9e équipe de Gooden en 9 saisons dans la ligue.
Le 9 avril 2011, il enregistre son premier triple-double lors de la victoire de son équipe face aux Cavaliers de Cleveland avec 15 points, 13 rebonds et 13 passes décisives.
Le 14 mars 2012, il enregistre un second triple-double lors la victoire de son équipe face aux Cavaliers cette fois-ci avec 15 points, 10 rebonds et 13 passes décisives.
Le 16 juillet 2013, les Bucks remercient Gooden en utilisant l'amnesty clause.
Le 26 février 2014, il signe un contrat de 10 jours avec les Wizards de Washington puis un second le 8 mars. Il signe à nouveau avec eux en juillet 2014.
Le 9 juillet 2015, il resigne aux Wizards pour une saison et 3,3 millions de dollars.

## Clubs successifs
- 1999-2002 :  Jayhawks du Kansas (NCAA).
- 2002-2003 :  Grizzlies de Memphis (NBA).
- 2003–2004 :  Magic d'Orlando (NBA).
- 2004-2008 :  Cavaliers de Cleveland (NBA).
- 2008-2009 :  Bulls de Chicago (NBA).
- Février 2009 - mars 2009 :  Kings de Sacramento (NBA).
- Mars 2009 - juillet 2009 :  Spurs de San Antonio (NBA).
- Juillet 2009 - février 2010 :  Mavericks de Dallas (NBA).
- Février 2010 - juin 2010 :  Clippers de Los Angeles (NBA).
- 2010-2013 :  Bucks de Milwaukee (NBA).
- Février 2014 - 2016 :  Wizards de Washington (NBA).

## Records sur une rencontre en NBA
Les records personnels de Drew Gooden en NBA sont les suivants, :
| Type de statistique        | Saison régulière | Saison régulière        | Saison régulière | Playoffs | Playoffs                | Playoffs      |
| Type de statistique        | Record           | Adversaire              | Date             | Record   | Adversaire              | Date          |
| -------------------------- | ---------------- | ----------------------- | ---------------- | -------- | ----------------------- | ------------- |
| Points                     | 33               | Bucks de Milwaukee      | 30 janvier 2005  | 24       | 2 fois                  | 2 fois        |
| Paniers marqués            | 13               | 2 fois                  | 2 fois           | 11       | Wizards de Washington   | 25 avril 2006 |
| Paniers tentés             | 24               | @ Spurs de San Antonio  | 11 décembre 2004 | 16       | 2 fois                  | 2 fois        |
| Paniers à 3 points réussis | 4                | Nuggets de Denver       | 11 décembre 2002 | 3        | 2 fois                  | 2 fois        |
| Paniers à 3 points tentés  | 5                | @ Grizzlies de Memphis  | 4 avril 2015     | 6        | Raptors de Toronto      | 24 avril 2015 |
| Lancers francs réussis     | 13               | Bucks de Milwaukee      | 30 janvier 2005  | 8        | 2 fois                  | 2 fois        |
| Lancers francs tentés      | 13               | Bucks de Milwaukee      | 30 janvier 2005  | 11       | Pistons de Détroit      | 27 avril 2003 |
| Rebonds offensifs          | 10               | @ Mavericks de Dallas   | 23 mars 2010     | 8        | @ Pistons de Détroit    | 30 avril 2003 |
| Rebonds défensifs          | 19               | Suns de Phoenix         | 10 novembre 2004 | 12       | @ Pistons de Détroit    | 4 mai 2003    |
| Rebonds totaux             | 21               | Suns de Phoenix         | 10 novembre 2004 | 17       | @ Pistons de Détroit    | 4 mai 2003    |
| Passes décisives           | 13               | 2 fois                  | 2 fois           | 4        | @ Wizards de Washington | 28 avril 2007 |
| Interceptions              | 5                | 2 fois                  | 2 fois           | 2        | @ Pistons de Détroit    | 21 mai 2007   |
| Contres                    | 5                | @ Wizards de Washington | 28 janvier 2004  | 3        | 2 fois                  | 2 fois        |
| Balles perdues             | 6                | 3 fois                  | 3 fois           | 4        | 2 fois                  | 2 fois        |
| Minutes jouées             | 47               | @ Knicks de New York    | 28 février 2003  | 39       | @ Nets du New Jersey    | 14 mai 2007   |

- Double-double : 211 (dont 13 en playoffs)
- Triple-double : 2